# Diocesi di Neuquén
La diocesi di Neuquén (in latino Dioecesis Neuqueniana) è una sede della Chiesa cattolica in Argentina suffraganea dell'arcidiocesi di Mendoza. Nel 2023 contava 489.300 battezzati su 672.000 abitanti. È retta dal vescovo Fernando Martín Croxatto.

## Territorio
La diocesi comprende per intero la provincia di Neuquén.
Sede vescovile è la città di Neuquén, dove si trova la cattedrale di Santa Maria Ausiliatrice.
Il territorio si estende su 94.078 km² ed è suddiviso in 53 parrocchie.

## Storia
La diocesi è stata eretta il 10 aprile 1961 con la bolla Centenarius annus di papa Giovanni XXIII, ricavandone il territorio dalla diocesi di Viedma.
Il 22 novembre 1962, con la lettera apostolica Extremam regionem, lo stesso papa Giovanni XXIII ha proclamato San Francesco di Sales patrono principale della diocesi.

## Cronotassi dei vescovi
Si omettono i periodi di sede vacante non superiori ai 2 anni o non storicamente accertati.
- Jaime Francisco de Nevares, S.D.B. † (12 giugno 1961 - 14 maggio 1991 ritirato)
- Agustín Roberto Radrizzani, S.D.B. † (14 maggio 1991 - 24 aprile 2001 nominato vescovo di Lomas de Zamora)
- Marcelo Angiolo Melani, S.D.B. † (9 gennaio 2002 - 8 novembre 2011 dimesso)
- Virginio Domingo Bressanelli, S.C.I. (8 novembre 2011 succeduto - 3 agosto 2017 ritirato)
- Fernando Martín Croxatto, dal 3 agosto 2017

## Statistiche
La diocesi nel 2023 su una popolazione di 672.000 persone contava 489.300 battezzati, corrispondenti al 72,8% del totale.
| anno | popolazione | popolazione | popolazione | presbiteri | presbiteri | presbiteri | presbiteri                | diaconi | religiosi | religiosi | parrocchie |
| anno | battezzati  | totale      | %           | numero     | secolari   | regolari   | battezzati per presbitero | diaconi | uomini    | donne     | parrocchie |
| ---- | ----------- | ----------- | ----------- | ---------- | ---------- | ---------- | ------------------------- | ------- | --------- | --------- | ---------- |
| 1966 | 120.000     | 125.000     | 96,0        | 31         | 7          | 24         | 3.870                     |         | 10        | 10        | 9          |
| 1970 | 125.000     | 135.000     | 92,6        | 37         | 11         | 26         | 3.378                     |         | 30        | 21        | 13         |
| 1976 | 150.000     | 170.000     | 88,2        | 35         | 12         | 23         | 4.285                     |         | 26        | 35        | 20         |
| 1980 | 192.000     | 215.000     | 89,3        | 42         | 18         | 24         | 4.571                     |         | 26        | 47        | 37         |
| 1990 | 370.000     | 400.000     | 92,5        | 53         | 28         | 25         | 6.981                     | 1       | 28        | 76        | 52         |
| 1999 | 468.380     | 520.423     | 90,0        | 53         | 28         | 25         | 8.837                     | 7       | 31        | 90        | 53         |
| 2000 | 486.046     | 540.384     | 89,9        | 54         | 29         | 25         | 9.000                     | 7       | 32        | 93        | 53         |
| 2001 | 504.653     | 560.726     | 90,0        | 54         | 31         | 23         | 9.345                     | 6       | 29        | 100       | 53         |
| 2002 | 471.700     | 530.726     | 88,9        | 52         | 28         | 24         | 9.071                     | 6       | 31        | 100       | 53         |
| 2003 | 459.455     | 540.532     | 85,0        | 60         | 33         | 27         | 7.657                     | 6       | 34        | 97        | 53         |
| 2004 | 435.035     | 494.358     | 88,0        | 58         | 32         | 26         | 7.500                     | 7       | 33        | 98        | 53         |
| 2013 | 466.048     | 582.560     | 80,0        | 48         | 31         | 17         | 9.709                     | 17      | 23        | 72        | 53         |
| 2016 | 464.808     | 619.745     | 75,0        | 53         | 32         | 21         | 8.769                     | 20      | 28        | 68        | 53         |
| 2019 | 478.434     | 646.784     | 74,0        | 58         | 36         | 22         | 8.248                     | 21      | 29        | 78        | 53         |
| 2021 | 483.200     | 664.057     | 72,8        | 51         | 30         | 21         | 9.474                     | 18      | 25        | 78        | 53         |
| 2023 | 489.300     | 672.000     | 72,8        | 54         | 33         | 21         | 9.061                     | 25      | 24        | 78        | 53         |